# Ectropothecium perrevolutum
Ectropothecium perrevolutum är en bladmossart som beskrevs av Potier de la Varde 1925. Ectropothecium perrevolutum ingår i släktet Ectropothecium och familjen Hypnaceae. Inga underarter finns listade i Catalogue of Life.